# Michael Beer (Baumeister)

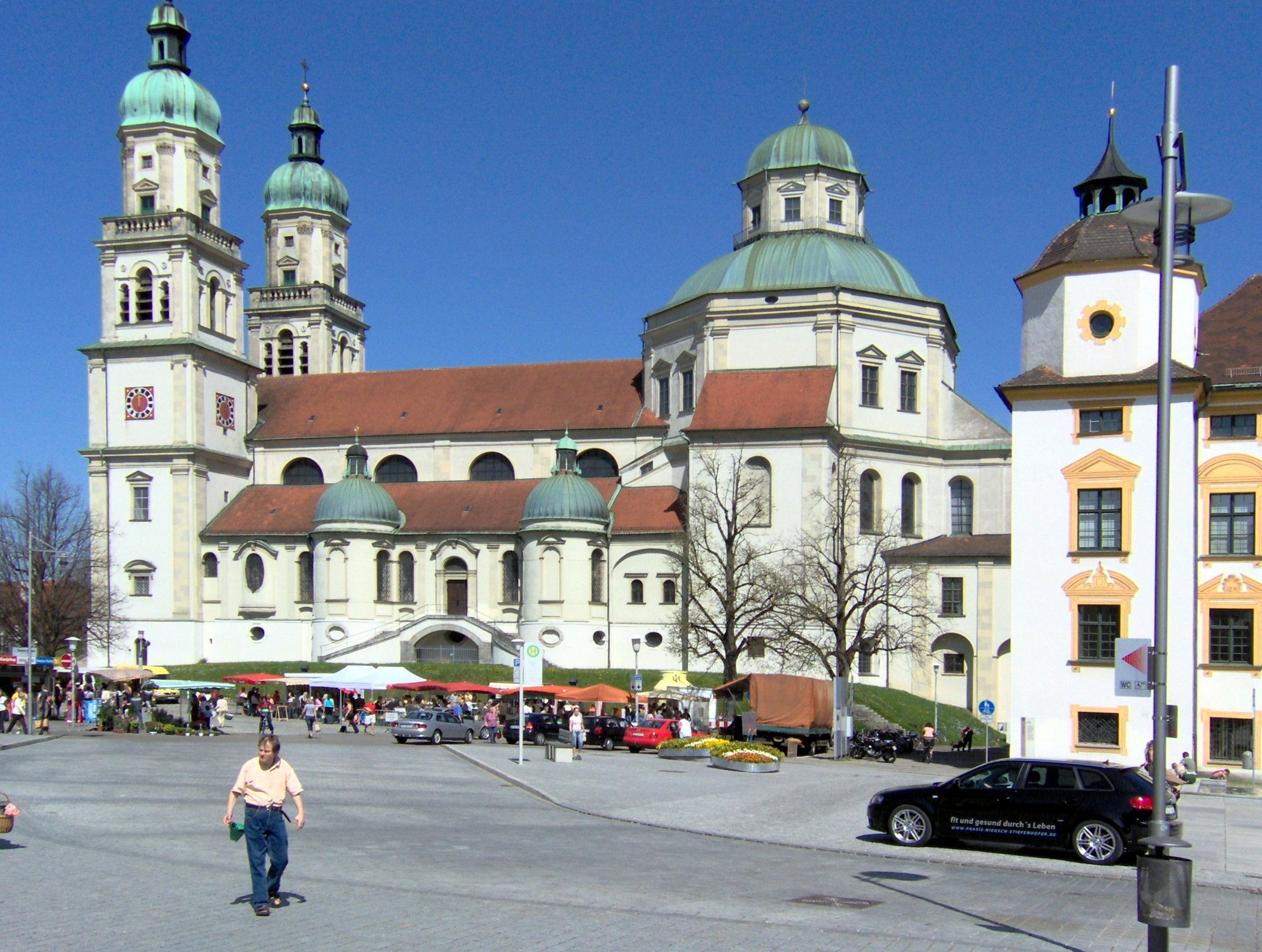
Stiftskirche in Kempten

Michael Beer (* um 1605 in Au (Vorarlberg); † 30. Mai 1666 ebenda) war ein österreichischer Architekt und Baumeister der Barockzeit. 

## Leben

### Familie
Er stammte aus der Architektenfamilie Beer und war der Vater der Baumeister Franz Beer von Bleichten (1660–1726) und Ignaz Beer (1664–1685).
Michael Beer ist der Stammvater der später in Andelsbuch beheimateten Familie Bär, aus der u. a. Jodok Bär, Josef Alois Karl Bär, Friedrich Bär, Ernst Bär und Johannes Bär stammen.
Er war zweimal verheiratet.

### Laufbahn
Michael Beer verbrachte seine Gesellenzeit in Tirol und Salzburg und beendete sie 1625 bei dem Maurermeister Hans Garttner in Poysdorf in Niederösterreich. Zu Beers ersten Bauten im Bodenseeraum zählen die Klosterkirche Kreuzlingen und die Pfarrkirche Bludesch. 1651 erhielt er mit dem Neubau von Residenz und Stiftskirche in Kempten (Allgäu) den ersten größeren Auftrag. Dieser war kurz nach dem Ende des Dreißigjährigen Krieges der größte im süddeutschen Raum. Im Hinblick auf den umfangreichen Kemptener Auftrag, der dann schließlich vom Graubündner Johann Serro vollendet wurde, dürfte die Auer Zunft entstanden sein, als deren Begründer Beer um 1657 gilt. Michael Beer selbst bildete darin 18 Lehrlinge aus. Zu den ersten zählten die Brüder Michael und Christian Thumb. Die Bauhandwerkerschule aus dem Bregenzerwald hat in der Folge den barocken Kirchenbau im deutschsprachigen Raum maßgeblich beeinflusst.
Für den Wiederaufbau des Konventsgebäudes des Benediktinerpriorats Hofen bei Buchhorn (Friedrichshafen), das zum Kloster Weingarten gehörte, bewarb Beer sich mit einem ‚Unterangebot’. Er wollte das Prestigeobjekt nicht den Konkurrenten überlassen, die zu dieser Zeit die Misoxer Baumeister waren. Mit dem Bau, mit dem er dann 1654 beauftragt wurde, wollte er sich für den sich abzeichnenden Neubau der Abtei Weingarten empfehlen und sich den miteinander in Verbindung stehenden Klöstern in der Bodenseeregion bekannt machen. In der folgenden Zeit weitete sich das Tätigkeitsgebiet des Barockbaumeisters auf ganz Süddeutschland und das Bodenseegebiet aus.
Auf dem Heimweg von der Grundsteinlegung eines ihm übertragenen Baus im oberbayerischen Ebersberg in sein Heimatdorf im Bregenzerwald ertrank Michael Beer am 30. Mai 1666 in der Bregenzer Ach.

## Bauten (Auswahl)
- Pfarrkirche in Bludesch, Neubau 1651 bis 1652
- Kloster Kreuzlingen in Kreuzlingen, Neubau 1650 bis 1653
- Stift und Stiftskirche in Kempten, Neubau ab 1652, (Beer bis 1654 beteiligt)
- Schloss in Friedrichshafen, Neubau der Ökonomiegebäude 1654 bis 1661
- Benediktinerkloster St. Georg in Isny, teilweiser Neubau 1656
- Loretokapelle der Liebfrauenbergkirche in Rankweil, Neubau 1657 bis 1658
- Schloss Sigmaringen in Sigmaringen, Wiederaufbau 1658 bis 1659
- Kloster Inzigkofen, 1659 bis 1662/1663
- Schloss Haigerloch, teilweiser Neubau 1662
- Martinianum, Tübingen, 1662–1665
- Zisterzienserinnenkloster Rottenmünster bei Rottweil, Wiederaufbau ab 1665 zusammen mit Michael Thumb